# Издигната железопътна линия по улиците на Ню Йорк
„Издигната железопътна линия по улиците на Ню Йорк“ (на английски: Elevated Railway in the Streets of New York) е британски късометражен документален ням филм от 1895 година, заснет от оператора Бърт Ейкрис.